# Gemeindeverwaltungsverband Eriskirch-Kressbronn a. B.-Langenargen
Der Gemeindeverwaltungsverband Eriskirch-Kressbronn a. B.-Langenargen (Abkürzung GVV EKL) ist ein freiwilliger Zusammenschluss der Gemeinden Eriskirch, Kressbronn am Bodensee und Langenargen im baden-württembergischen Bodenseekreis in Deutschland.
Der Gemeindeverwaltungsverband ist eine Körperschaft des öffentlichen Rechts. Die drei Mitgliedsgemeinden behalten jedoch ihre rechtliche Selbstständigkeit. Die Gemeinden haben dem Verband zur Einsparung von Verwaltungskosten gewisse Aufgaben wie zum Beispiel das Bau-, das Gaststätten- oder das Gewerberecht übertragen.
Die Geschäftsstelle des Gemeindeverwaltungsverbandes befindet sich im Langenargener Ortsteil Oberdorf.

## Mitgliedsgemeinden
| Gemeinde                      | Eriskirch                     | Kressbronn a. B.                           | Langenargen                     |
| Wappen                        | Wappen der Gemeinde Eriskirch | Wappen der Gemeinde Kressbronn am Bodensee | Wappen der Gemeinde Langenargen |
| Einwohner (31. Dezember 2023) | 4822                          | 8833                                       | 7592                            |
| Fläche                        | 14,61 km²                     | 20,42 km²                                  | 15,27 km²                       |
| Bevölkerungsdichte            | 330 Einwohner je km²          | 433 Einwohner je km²                       | 497 Einwohner je km²            |
| Vorwahl                       | 0 75 41                       | 0 75 43                                    | 0 75 43                         |
| Gemeindeschlüssel             | 08 4 35 013                   | 08 4 35 029                                | 08 4 35 030                     |
| PLZ                           | 88097                         | 88079                                      | 88085                           |
| Anschrift                     | Schussenstraße 18             | Hauptstraße 19                             | Obere Seestraße 1               |
| Bürgermeister                 | Arman Aigner (parteilos)      | Daniel Enzensperger (CDU)                  | Ole Münder (parteilos)          |
| Internetauftritt              | Eriskirch                     | Kressbronn                                 | Langenargen                     |